# Monument de Zálongo
Le monument de Zálongo est une sculpture monumentale, réalisée en 1961 par Georges Zongolópoulos, qui commémore la danse de Zálongo, un suicide collectif de femmes, appelées les femmes de Cassope, et d'enfants, ayant eu lieu en 1803. Il est situé à 700 mètres d'altitude sur le mont Zálongo, également appelé rocher de Zálongo, près de Préveza, en Grèce, d'où il est visible. Le village le plus proche est Kamarína. L'accès se fait depuis le monastère de Saint Dimitrios (590 mètres d'altitude), qui mène au sommet, par une allée pavée d'environ 400 marches.
Le monument représente six silhouettes féminines abstraites se tenant par la main. Il mesure 18 mètres de long par 13 mètres de haut et est fait de béton supporté par 4 300 blocs de calcaire blanchâtre (40 × 30 × 25 cm chacun). La construction dure six ans, de 1954 à 1960, et est financée par deux campagnes de collecte de fonds par des étudiants du Pan-Hellenic. 

## Histoire
Le 10 juin 1950, lors d'une réunion d'enseignants, dans le district de Préveza, le directeur de l'école primaire de Kamarina, George Sakkas, suggère la construction d'un monument en l'honneur des femmes héroïques de Souli. En septembre de la même année, le gouverneur de Préveza invite tous les maires à collecter des fonds afin de construire le monument de Zálongo. Le 29 octobre 1950, la fondation du monument est symboliquement posée. Les dirigeants politiques, militaires et religieux de la région assistent à la cérémonie, ainsi que de nombreux citoyens. 
En mai 1953, avec 500 000 drachmes récoltées pour le monument, le ministère de l’Éducation annonce un concours national pour les sculpteurs et les architectes. Le conseil d'administration retient la proposition du sculpteur Georges Zongolópoulos et de l'architecte Pátroklos Karantinós. 
La construction du monument commence, en juillet 1954, sous la direction de George Zongolópoulos et de Pátroklos Karantinós, qui offrent leur supervision sans rémunération. Chaque printemps-été et jusqu'à l'achèvement du projet, George Zongolópoulos et son épouse, Eleni Paschalidou-Zongolópoulos, voyageant avec les véhicules militaires, passent 3-4 mois à travailler sur la construction. Tous les matériaux (sable, gravier, béton, eau, bois, etc.) sont transférés à la main jusqu'à ce qu'un mécanisme improvisé soit créé pour soulever les matériaux. 
Pendant la construction du monument, les citoyens de Kamarína ainsi que les forces militaires apportent une aide extrêmement utile. Le 10 juin 1961, le monument est achevé et la cérémonie d'inauguration a lieu en présence des dirigeants politiques et des citoyens. Sur le côté est de la base du monument, il y a une inscription en marbre avec les noms des personnes qui ont contribué aux travaux : « Sculpteur : George Zongolopoulos, architecte : Patroklos Karantinos, technicien : Eleftherios Giftopoulos ».
Entre 2008 et 2013, la municipalité de Preveza, en coopération avec la fondation George Zongolopoulos, entreprend la restauration et l'entretien du monument de Zálongo. Chaque année, 30 000 personnes visitent le monument de Zálongo. Chaque été, la municipalité de Préveza organise la Zalongeia, une fête et une célébration sur la place centrale de Kamarína. 

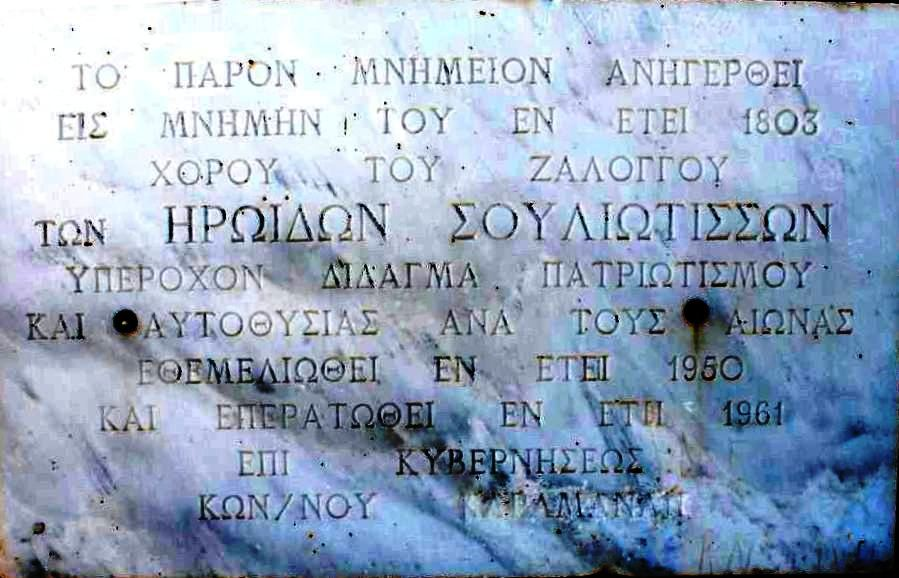
Plaque du monument.

### Source de la traduction
- (en) Cet article est partiellement ou en totalité issu de l’article de Wikipédia en anglais intitulé « Monument of Zalongo » (voir la liste des auteurs).